# Ferret Music
Ferret Music, aussi appelé Ferret Records, est un label indépendant américain de heavy metal, anciennement basé à West Windsor Township, dans le New Jersey, actif entre 1996 et 2010. Le label a produit des groupes de metal, tous sous-genres confondus, mais principalement du metalcore et post-hardcore. Le label est par la suite vendu à Warner Music.

## Histoire
Ferret Music est fondé en 1996 et se basait à West Windsor, dans le New Jersey. La plupart des groupes sous ce label appartiennent plutôt à la scène underground du metal et très peu de ces derniers sont présents sur la scène internationale. Ferret est fondé en 1996 par Carl Severson, chanteur du groupe Nora.
Ferret lance un label appelé New Weathermen Records. L'Alternative Distribution Alliance de Warner Music Group acquiert une participation dans Ferret Music en août 2006 et est donc distribué par Fontana Distribution, Alternative Distribution Alliance et eOne Music.
Le 12 septembre 2007, Ferret s'associe à un label britannique de metal extrême et punk hardcore en pleine ascension, Siege of Amida Records (S.O.A.R.). S.O.A.R. conservera les responsabilités en matière d'A&R. Le 18 février 2010, Carl Severson et son partenaire commercial chez Ferret et ChannelZERO, Paul Conroy, annoncent leur départ de la société pour lancer Good Fight Entertainment, une société de gestion avec des divisions musicales et sportives ainsi qu'un nouveau label. Le site officiel de Ferret est mis à jour pour la dernière fois en 2009, ce qui ajoute à la spéculation selon laquelle le label est fermé. Selon Scott Mellinger, guitariste principal de Zao, Ferret Records est vendu à Warner Music tandis que Severson fondera Good Fight.

## Groupes et artistes
- A Life Once Lost
- Blood Has Been Shed
- Boys Night Out
- Carnifex
- Chimaira
- Elysia
- Eternal Lord
- Every Time I Die
- Foxy Shazam
- Full Blown Chaos
- Gwen Stacy
- Heavy Heavy Low Low
- Knights of the Abyss
- Ligeia
- LoveHateHero
- Lower Definition
- Madball
- Maylene and the Sons of Disaster
- Misery Signals
- Poison the Well
- Remembering Never
- Revolution Mother
- See You Next Tuesday
- Suicide Note
- The Breathing Process
- The Devil Wears Prada
- The Hottness]
- Twelve Tribes
- xBishopx
- Zao